# Faculdade de Minas

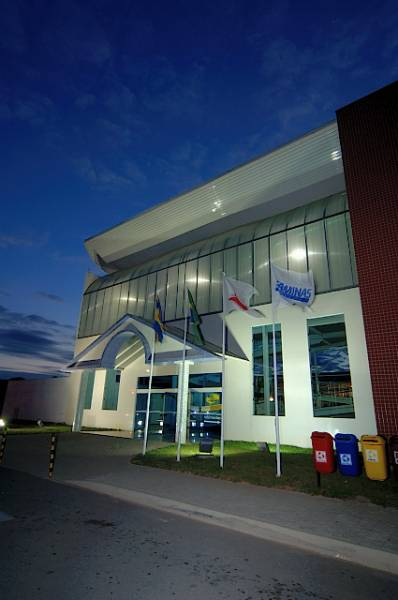
Fachada da FAMINAS - Muriaé

A FAMINAS – Faculdade de Minas é uma instituição de ensino superior com matriz situada na Avenida Cristiano Ferreira Varella, 655, Bairro Universitário, Muriaé - MG. A faculdade abrange os cursos de graduação, em bacharelado e em licenciatura, e cursos de pós-graduação lato sensu em diversas áreas do conhecimento.